# Pogonatum teysmannianum
Pogonatum teysmannianum là một loài rêu trong họ Polytrichaceae. Loài này được (Dozy & Molk.) Dozy & Molk. mô tả khoa học đầu tiên năm 1856.